# Merlin

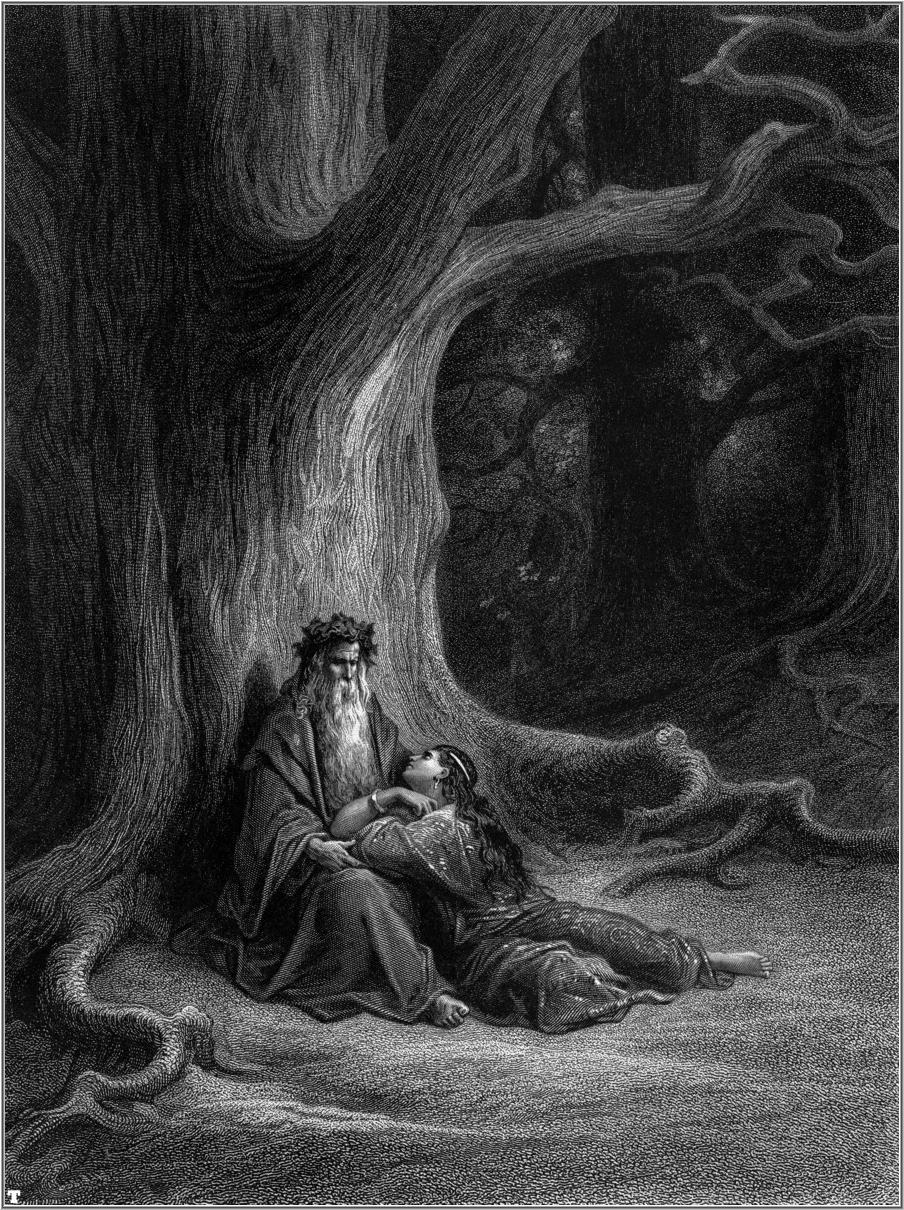
Merlin a Jezerní paní

Merlin Ambrosius (velšsky Myrddin Emrys nebo Myrddin Wyllt (Merlin divoký), Merlin Caledonensis (Skotský Merlin), Merlinus, nebo také Merlyn) je znám především jako čaroděj, druid a prorok z legend o králi Artuši, i když existují i poněkud jiné popisy této postavy.
Merlin jako literární postava se vyskytuje prakticky ve všech zpracováních legendy o králi Artuši i mnoha dílech, která tuto legendu využívají jen jako svůj rámec nebo naopak epizodu. Historicky první zmínka o Merlinovi je v díle velšského kněze Geoffreye z Monmouthu, který je také autorem samotného přepisu jména Merlin. Předlohu této legendy je však možno najít již o dvě staletí dříve v díle velšského kronikáře Nennia.

## Příběh o Merlinovi
Merlinův příběh začíná v okamžiku, kdy se král Vortigern rozhodl postavit hrad na Salisburské pláni. Stavba se však nedařila, vše, co zedníci během dne postavili, přes noc spadlo. Věštci králi poradili, že hrad bude stát, pokud v místě stavby obětují chlapce, narozeného bez otce. Tímto chlapcem byl Merlin, jehož otcem měl být Ďábel nebo pohanský bůh. Merlin zjistil, že hrad nemůže stát proto, že pod zemí v místě stavby leží dva draci a bojují spolu. Pomocí magie se pak Merlin s draky vypořádal, později vstoupil do služeb Uthera Pendragona, jemuž umožnil zplodit syna (budoucího Artuše) s Igrainou, jež byla provdaná za jiného muže. Po Pendragonově smrti pečoval o Artuše, vychovával ho a podporoval jeho vládu pomocí magie a moudrých rad. O smrti Merlina se vyprávějí různé příběhy, podle jednoho z nich nezemřel, ale byl čarodějkou Vivianou zbaven kouzelné moci a uvězněn v zakletém lese.

## Jméno
Jméno Merlin je keltského (zřejmě bretonského) původu. Jeho původní podoba Myrddin zřejmě souvisí s toponymem Moridunum (zaniklé město ve Walesu, latinizovaná forma keltského Moridunun – „Pevnost u moře“)[zdroj?]. Podle jiných výkladů jméno merlin znamená drobného sokolovitého dravce dřemlíka tundrového, v tomto případě by však byl původ jména anglosaský[zdroj?].

## Literární a filmová postava
- V románu Yankee z Connecticutu na dvoře krále Artuše Marka Twaina je Merlin jen intrikánskou figurkou.
- V románu Pondělí začíná v sobotu bratrů Strugackých píše Merlin do kádrového dotazníku, jak v Twainově knize bojoval proti imperialismu Yankeeyů.
- V seriálu Star Trek vystupuje Merlin jako nesmrtelný muž zvaný Flint.
- V seriálu Hvězdná brána (Stargate SG-1) vystupuje povznesený Antik jménem Moros pod jménem Myrddin jako Merlin.
- V knize Kouzelný Čtyřlístek
- V knize Harry Potter (zřejmě nejmocnější kouzelník všech dob)
- V básni Jaroslava Vrchlického Pohádka o Merlínu
- V knize Divocí a zlí Jiřího Kulhánka vystupuje Merlin jako nadpřirozená bytost znalá magie. Má také schopnost cestovat časem.
- V knize Poslední hlídka Sergeje Lukjaněnka vystupuje Merlin jako původně Světlý Jiný, mág mimo kategorie, tvůrce řady artefaktů, mezi jinými pak zejména Koruny všeho, což je údajně artefakt, který má propojit všechny vrstvy Šera a jako následek buď zničit normální svět lidí nebo oživit již dávno odešlé Jiné do Šera, v závěru života se však pod tíhou událostí z artušovské legendy Merlin mění na Temného Jiného a uchovává si své síly v Šeru na území skotského města Edinburghu (mnoho let po smrti se s ním ještě setkává Anton Goroděckij při svém úniku před Poslední Hlídkou).
- Ve filmu Merlin
- Ve filmu Merlin a kniha kouzel
- Ve filmu Merlin a válka draků
- Ve filmu Excalibur režiséra Johna Boormana z roku 1981, kde působí jako významný prvek při sjednocení Anglie.
- Ve filmu Poslední legie vystupuje jakožto Ambrosinus, zde ze začátku průvodce a ochránce posledního římského císaře, teprve později jakožto čaroděj.
- Ve filmu Transformers: Poslední rytíř vystupuje jako zachránce anglického vojska za pomoci draka a magické hole od Transformerů.
- V BBC seriálu Merlin vystupuje jako mladý kouzelník a oddaný sluha prince Artuše Pendragona.
- V seriálu od Netflixu Cursed vystupuje jako čaroděj, který ztratil svou moc kvůli tomu, že mu vzali meč, ve kterém měl svou magii.